# Kruize Pinkins
Kruize Alshaude Zah-Kee Pinkins (Marianna, 25 gennaio 1993) è un cestista statunitense.

## Statistiche

### College
| Anno      | Squadra           | PG | PT | MP   | TC%  | 3P%  | TL%  | RP  | AP  | PRP | SP  | PP   |
| --------- | ----------------- | -- | -- | ---- | ---- | ---- | ---- | --- | --- | --- | --- | ---- |
| 2013-2014 | S. Francisco Dons | 33 | 19 | 25,0 | 51,6 | 8,3  | 61,0 | 6,5 | 1,0 | 0,5 | 0,8 | 12,2 |
| 2014-2015 | S. Francisco Dons | 32 | 27 | 26,2 | 48,7 | 39,0 | 65,0 | 5,5 | 1,4 | 0,7 | 0,4 | 13,9 |
| Carriera  | Carriera          | 65 | 46 | 25,6 | 50,1 | 35,1 | 62,9 | 6,0 | 1,2 | 0,6 | 0,6 | 13,1 |

### LBA

#### Regular Season
| Anno      | Squadra        | PG | PT | MP   | TC%  | 3P%  | TL%  | RP  | AP  | PRP | SP  | PP   |
| --------- | -------------- | -- | -- | ---- | ---- | ---- | ---- | --- | --- | --- | --- | ---- |
| 2022-2023 | Scafati Basket | 28 | 28 | 31,5 | 46,6 | 39,5 | 79,0 | 6,4 | 1,6 | 0,5 | 0,2 | 12,9 |
| 2023-2024 | Scafati Basket | 27 | 27 | 28,6 | 58,3 | 41,4 | 77,0 | 6,9 | 1,6 | 0,4 | 0,2 | 13,2 |
| Carriera  | Carriera       | 55 | 55 | 30,1 | 51,9 | 40,3 | 78,0 | 6,7 | 1,6 | 0,5 | 0,2 | 13,0 |